# 林天苗
林天苗（1961年—），中国当代装置艺术家、纺织设计师。她的作品通过使用日常用品探讨传统与现代之间的关系。

## 个人经历
林天苗生于1961年在山西太原。 她父亲是水墨画家、书法家，她的母亲曾研究并教授传统舞蹈。她曾在首都师范大学就读，并于1984年获得了艺术学士学位。在1988年至1995年间，她曾在纽约工作和生活，且在1989年加入了艺术学生联盟。
1995年她决定返回北京，并且把她家改造成了一个开放式的工作室。林随后与视频艺术家王功新结婚，并育有一子，Shaun。两人共同工作，他同时也负责经营着两人的网站以及公关。他们经常在家中进行实验创作。 

## 职业经历
林最初是一名纺织设计师，这段经历为她后来的艺术创作提供了基础。 因为她觉得从事设计工作限制了她的创造力以及表达能力，她的作品逐渐从纺织品设计过渡到艺术创作。 林和她的丈夫参加了与85艺术新浪潮运动的相关的北京青年艺术家绘画协会。 林在2001年作为共同创始人创立了藏酷新媒体空间。  她被聘为2006年新加坡泰勒版画研究所 （页面存档备份，存于）的客座艺术家，并在那里尝试了纸质媒体和版画。 自1990年代中期，她的作品被收录在所有关于中国当代艺术大型国际博物馆展览中。

## 艺术作品

### 介质
受AnnHamilton、BarbaraKruger、KikiSmith等女性艺术家影响，林天苗最初以家庭用品和其他日常物品为介质，比如：运用白线缠裹或重新组装，表现出对女性生活和琐事杂物的反思。林天苗希望通过那冗长的白线麻绳纠缠捆绕，让人联想到女性被各种繁琐家务所累。

### 著名作品
- 《辫》1998
- 《这里？或那里？》2002
- 《妈的》2008
- 《对视》2009
- 《徽章》2009